# 闊頭槍
闊頭槍（Partisan）是長柄武器的一種，有較大的槍身，槍身形狀也有多種外型。出現於中世紀歐洲15世紀末，最早被農民用於起事時的武器，16世紀後成了正規軍的裝備，到了17世紀被半長柄槍（Half Pike）所取代而成為儀式上用的器具。

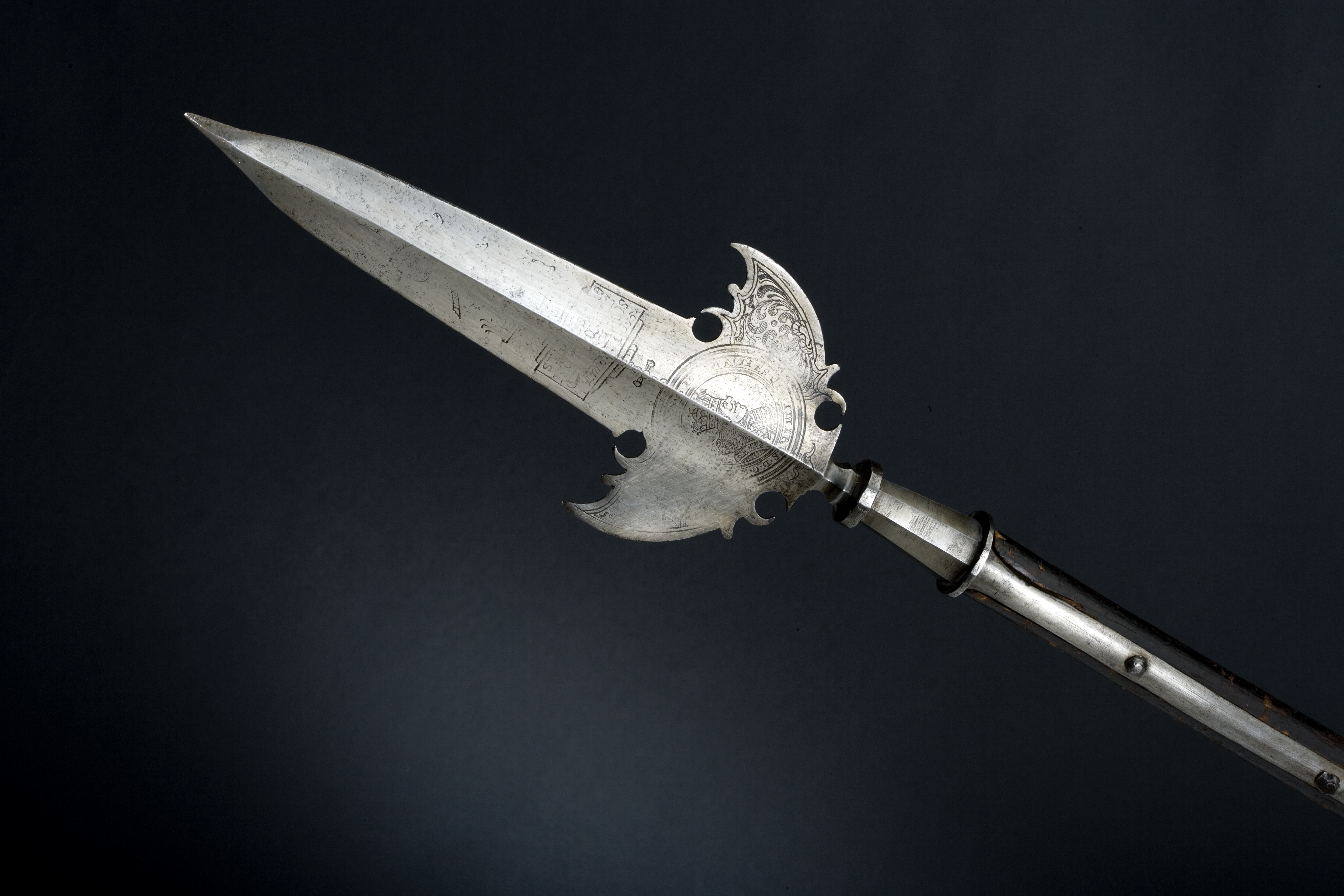
其中一種闊頭槍的槍身部。